# Metal Works '73–'93
Metal Works '73–'93 — збірка пісень англійської групи Judas Priest, яка була випущена 14 липня 2009 року.

## Композиції
1. The Hellion — 0:41
2. Electric Eye — 3:39
3. Victim of Changes — 7:12
4. Painkiller — 6:06
5. Eat Me Alive — 3:34
6. Devil's Child — 4:48
7. Dissident Aggressor — 3:07
8. Delivering the Goods — 4:16
9. Exciter — 5:04
10. Breaking the Law — 2:35
11. Hell Bent for Leather — 2:41
12. Blood Red Skies — 7:50
13. Metal Gods — 4:08
14. Before the Dawn — 3:23
15. Turbo Lover — 5:33
16. Ram It Down — 4:48
17. Metal Meltdown — 4:14
18. Screaming for Vengeance — 4:43
19. You've Got Another Thing Comin' — 5:09
20. Beyond the Realms of Death — 6:53
21. Solar Angels — 4:04
22. Bloodstone — 3:51
23. Desert Plains — 4:30
24. Wild Nights, Hot & Crazy Days — 4:39
25. Heading Out to the Highway — 4:40
26. Living After Midnight — 3:26
27. A Touch of Evil — 5:45
28. The Rage — 4:44
29. Night Comes Down — 3:58
30. Sinner — 6:43
31. Freewheel Burning — 4:22
32. Night Crawler — 5:45